# Área de Salud de Mérida
El Área de Salud de Mérida es la demarcación territorial del Servicio Extremeño de Salud en la ciudad de Mérida y zonas circundantes. Se encuentra situada en el centro de la comunidad autónoma de Extremadura y está rodeada por las áreas sanitarias de Cáceres, Badajoz, Llerena-Zafra y Don Benito-Villanueva.
El Área de Salud, como define la Ley 10/2001, de 28 de junio, de Salud de Extremadura, es la estructura básica del Sistema Sanitario Público de Extremadura, marco donde se desarrollan los programas de promoción de la salud y prevención de la enfermedad.

## Área de acción
Forman parte del Área de Salud de Mérida todos los municipios de la comarca de Tierra de Mérida - Vegas Bajas, a excepción de Montijo y La Roca de la Sierra, y todos los municipios de la comarca de Tierra de Barros, a excepción de Santa Marta.
El Área de Salud de Mérida se subdivide en 13 Zonas de Salud, abarcando una población de 162.287 habitantes en una superficie de 3.392 km² (2008). Es el Área de Salud de Extremadura con mayor densidad de población, debido a que es la tercera que menos superficie abarca y la tercera con más población.

## Atención primaria
La atención primaria en el área emeritense se realiza a través de 13 centros de salud y 32 consultorios locales.

## Atención especializada
- Hospital de Mérida.
- Hospital Tierra de Barros (Almendralejo).
- Centro Sociosanitario "Adolfo Díaz Ambrona" (Mérida).
- Comunidad Terapéutica de Drogodependencias "La Garrovilla" (Mérida).

## Otras sedes
- Sede del Servicio Extremeño de Salud (Mérida).
- Banco de Sangre y Tejidos de Extremadura (Mérida).
- Centro de Atención de Urgencias y Emergencias de Extremadura 112 (Mérida).